# Nansang
Nansang är en kommun i Myanmar.   Den ligger i regionen Shanstaten, i den centrala delen av landet, 220 km nordost om huvudstaden Naypyidaw. Antalet invånare är 83 570.